# Zelenodoljsk
Zelenodoljsk (ruski: Зеленодольск, tatarski: Yäşel Üzän) je grad i rajon u Tatarstanu, republici u Ruskoj Federaciji.
Broj stanovnika: 101.000
Jedan je od važnijih gradova te ruske republike. Luka je na rijeci Volzi, što ga čini važnim prijevoznim središtem za Tatarstan i regiju Kazan-Zelenodoljsk.
Važnije djelatnosti su mljevenje žita iz okolnih područja i obrada drva iz sjevernih šuma, prehrambena industrija i proizvodnja poljodjelskih strojeva. U Zelenodolsku se nalazi brodogradilište, osnovano 1895.
Za doba hladnog rata, grad je bio tajna razvojna baza za ratne brodove.
U gradu je džamija, građena 1980. – 1981.
Dva su tehnička fakulteta u gradu.
U Zelenodoljsku je živio i Konstantin Vasilijev (1949. – 1976.), veliki ruski poganski proturječni umjetnik, čija djela stoje između kiča i ne-kiča.